# 內閣府

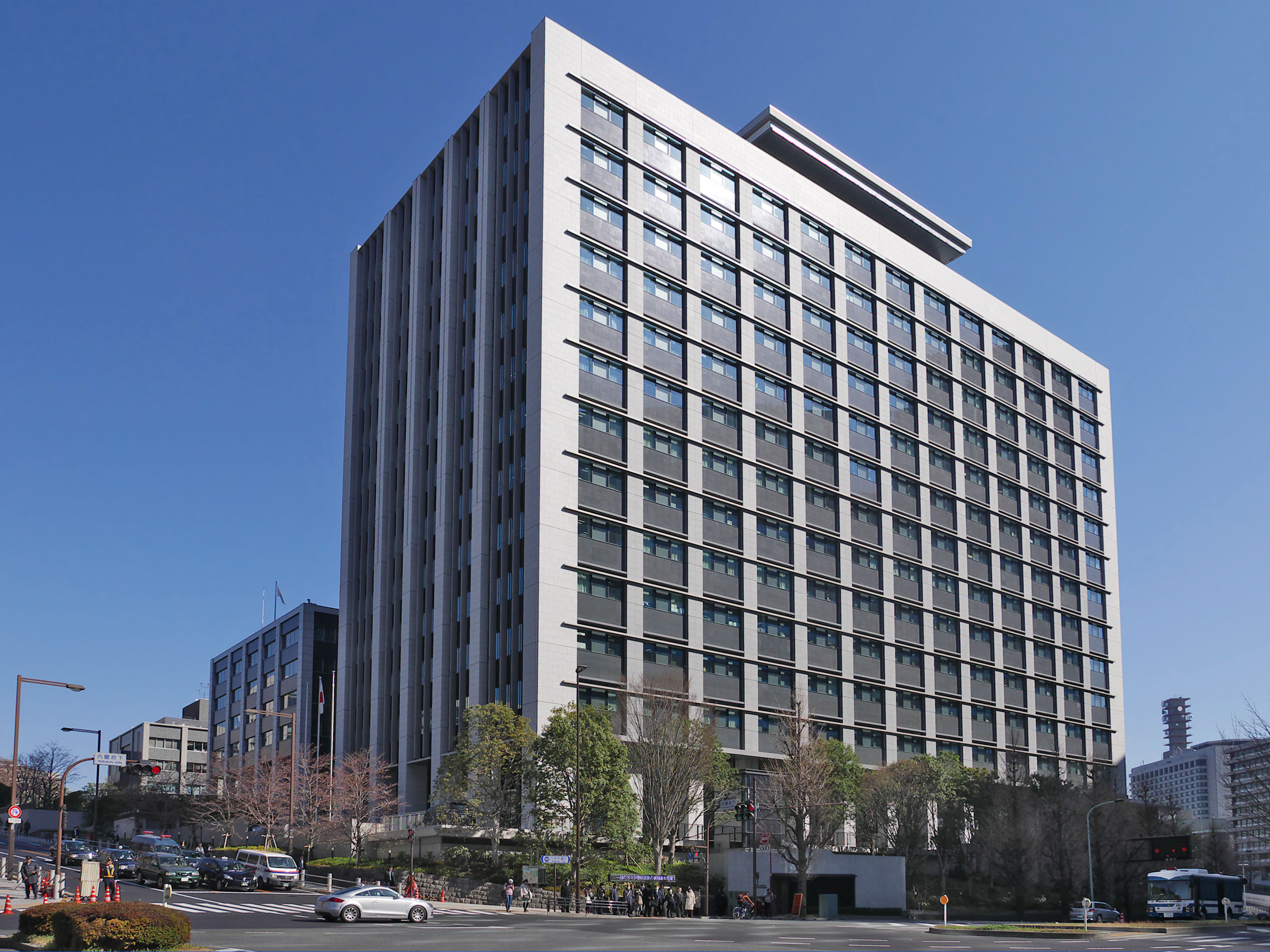
內閣府大臣官房總務課所在的
中央合同廳舍第8號館
（左後方是內閣府廳舍）

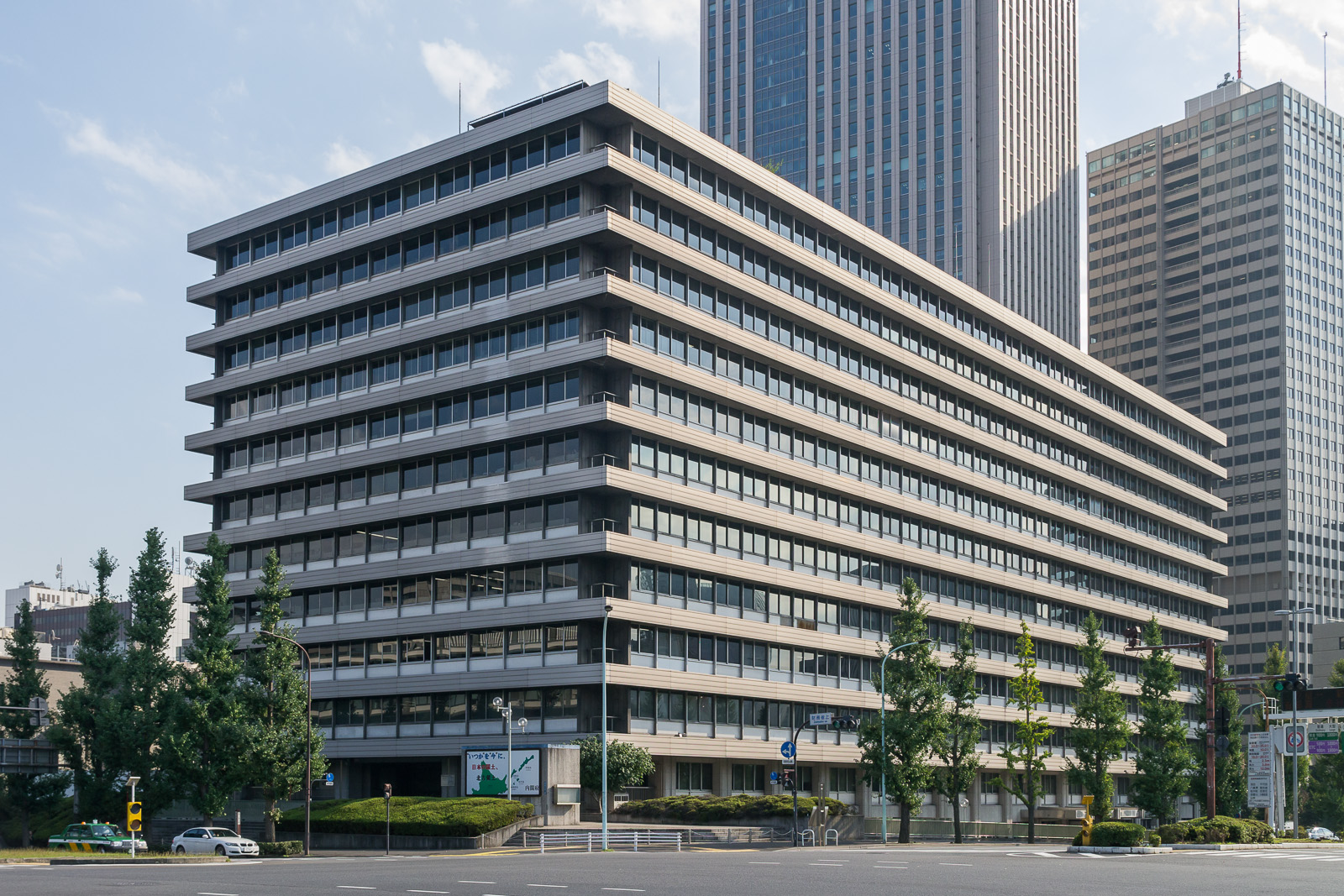
內閣府國際平和協力本部事務局所在的中央合同廳舍第4號館

內閣府（日语：／ naikaku fu */?）是日本內閣機關之一，以內閣總理大臣（首相）為首長（主任大臣），除了處理首相主管的政務之外，還負有協助內閣制定與調整政策以強化內閣機能的功能（內閣府設置法第3條第1項及第3項）。其前身為1949年成立的總理府。2001年實施中央省廳再編時，為了強化內閣各機關之間的橫向溝通以使整個內閣的政策得以統一，2001年1月6日將經濟企劃廳、沖繩開發廳、總務廳、科學技術廳、國土廳併入總理府，改組為今日的內閣府。

## 概要
內閣府的任務除了協助內閣重要政策相關事務、「如同他國適當執行皇室、榮典及官方制度事務、促進性別平等社會的形成、促進市民活動、沖繩振興與開發、解決北方領土問題、災害中保護國民、促成業者間公平且自由的競爭、確保國家治安、確保行政上適當使用個人識別編號等資訊、確保金融機能、推動政策經營消費者安心的安全消費生活、構建基礎協助政府施政並在跨領域政策中聯繫相關行政機關進行合作、協助內閣總理大臣從政府整體角度執行適當的行政事務」（內閣府設置法第3條第1項、第2項）。
2001年（平成13年）1月6日，配合中央省廳再編，新設內閣府協助內閣（實際上包含內閣官房）主導執行政府內政策的企劃立案、綜合調整。內閣府設於內閣之下，與其他省廳不同的是設有多位稱為特命擔當大臣的國務大臣。
除了「內閣補助事務」等一系列掌管事務（內閣府設置法第4條第1項及第2項），也負責與其他省廳分擔管理事務（同條第3項）。內閣府除了繼承舊總理府本府，擬定長期經濟計劃與經濟基本政策綜合調整、內外經濟動向與國民所得等調査分析的經濟企劃廳，負責沖繩經濟振興與開發的沖繩開發廳等部門事務，也接收了舊總務廳、舊科學技術廳、舊國土廳的業務。
內閣府首長（主任大臣）為內閣總理大臣，同時內閣府還設置輔佐內閣總理大臣的特命擔當大臣。其中，「沖繩及北方對策擔當」、「金融擔當」與「消費者及食品安全擔當」的特命擔當大臣是必要職位。內閣官房長官負責所有內閣府事務（國家公安委員會與內閣府特命擔當大臣職掌範圍以外）（內閣府設置法第8條第1項），內閣官房副長官負責參與特定事項（同2項）。
內閣府設置以後，將過去許多需要府省橫向聯繫的業務集中，例如認定幼稚園制度等，使得近年被批評有肥大化的傾向。內閣府成立當時設置六名特命擔當大臣，現增至八名。第3次安倍內閣已規劃「內閣重要政策綜合調整等機能強化的國家行政組織法等法律修正案」。今後將把部分業務移轉給各省廳。
內閣府的組織多在東京都千代田區永田町一丁目6-1的內閣府廳舍與中央合同廳舍第8號館。但有部分大臣官房、地方分權改革推進室、國際和平協力本部事務局是坐落在千代田區霞關三丁目1-1的中央合同廳舍第4號館，而地域活性化推進室、公共服務改革推進室、情報公開・個人情報保護審査會事務局等則設在千代田區永田町一丁目11-39的永田町合同廳舍，另外大手町合同廳舍第3號館與經濟產業省別館、民間大樓皆有內閣府的組織。
內閣府的文宣包含《防災廣報》（広報ぼうさい）（政策統括官（防災擔當））、《學術動向》（学術の動向）（日本學術會議）等。

## 組織
內閣府的內部組織依內閣府設置法、內閣府本府組織令與內閣府本府組織規則規定。

### 幹部
- 內閣總理大臣（法律第6條）
- 內閣官房長官（法律第8條第1項）
- 內閣官房副長官（法律第8條第2項） - 3人
- 內閣總理大臣補佐官（日语：内閣総理大臣補佐官） - 5人
- 內閣官房副長官補（日语：内閣官房副長官補） - 3人
- 內閣總理大臣秘書官（日语：内閣総理大臣秘書官） - 7人
- 內閣府特命擔當大臣 - 人數不定
- 內閣府副大臣（法律第13條） - 3人
- 內閣府大臣政務官（日语：内閣府大臣政務官）（法律第14條） - 3人
- 內閣府大臣補佐官（法律第14條第2項） - 6人以內（非必要）
- 内閣府事務次官（日语：事務次官等の一覧）（法律第15條）
- 內閣府審議官（日语：内閣府審議官）（法律第16條） - 2人
- 內閣府特命擔當大臣秘書官（日语：秘書官）

### 內部部局等
- 大臣官房（政令第1条）
  - 總務課（政令第10條）
  - 人事課
  - 會計課
  - 企劃調整課
  - 政策評價廣報課
  - 公文書管理課
  - 政府廣報室
- 政策統括官（經濟財政運營擔當、局長級分掌官（日语：分掌官））
- 政策統括官（經濟社會系統擔當）
- 政策統括官（經濟財政分析擔當）
- 政策統括官（科學技術政策・創新擔當）
- 政策統括官（防災擔當、舊國土廳防災局）
- 政策統括官（核能防災擔當）
- 政策統括官（沖繩政策擔當）
- 政策統括官（共生社會政策擔當）
- 賞勳局
  - 總務課（政令第21條）
- 男女共同參與局
  - 總務課（政令第24條）
  - 調査課
  - 推進課
- 沖繩振興局
  - 總務課（政令第28條）

### 重要政策相關會議
- 經濟財政諮詢會議（法律第18條第1項）
- 綜合科學技術・創新會議（日语：総合科学技術・イノベーション会議）（法律第18條第1項）
- 國家戰略特別區域諮詢會議（法律第18條第2項）
- 中央防災會議（法律第18條第2項）
- 男女共同參與會議（日语：男女共同参画会議）（法律第18條第2項）

### 審議會等
內閣府本府設置之審議會由內閣府設置法第37條等規定。
- 宇宙政策委員会（日语：宇宙政策委員会）（法律第37條第1項）
- 民間資金等活用事業推進委員會（民間資金活用整備公共設施促進法（日语：民間資金等の活用による公共施設等の整備等の促進に関する法律））
- 日本醫療研究開發機構審議會（國立研究開發法人日本醫療研究開發機構法）
- 食品安全委員會（日语：食品安全委員会）（食品安全基本法）
- 兒童・育兒會議（兒童・育兒支援法（日语：子ども・子育て支援法））
- 公文書管理委員會（公文書管理法（日语：公文書等の管理に関する法律））
- 障害者政策委員會（日语：障害者政策委員会）（障害者基本法）
- 酒精健康障害對策關係者會議（酒精健康障害對策基本法）
- 原子力委員會（原子力基本法、原子力委員會及原子力安全委員會設置法）
- 地方制度調査會（日语：地方制度調査会）（地方制度調査會設置法）
- 選舉制度審議會（選舉制度審議會設置法）
- 眾議院議員選舉區劃定審議會（日语：衆議院議員選挙区画定審議会）（眾議院議員選舉區劃定審議會設置法）
- 國會移轉審議會（國會移轉法）
- 公益認定等委員會（日语：公益認定等委員会）（公益社團法人及公益財團法人認定法（日语：公益社団法人及び公益財団法人の認定等に関する法律））
- 再就職等監視委員會（日语：再就職等監視委員会）（國家公務員法（日语：国家公務員法））
- 退職津貼審査會（國家公務員退職津貼法）
- 消費者委員會（日语：消費者委員会）（消費者廳及消費者委員會設置法）
- 沖繩振興審議會（沖繩振興特別措置法（日语：沖縄振興特別措置法）、法律附則第4條第1項）
- 規制改革推進會議（日语：規制改革推進会議）（法律第37條第２項）

### 設施等機關
- 經濟社會綜合研究所（日语：経済社会総合研究所）（法律第31條）
- 迎賓館（法律第31條）

### 特別機關
除其它法律規定外，內閣本府特別機關由內閣府設置法第40條等規定。
- 地方創生推進事務局（法律第40條第1項）
- 智慧財產推進事務局（法律第40條第1項）
- 宇宙開發戰略推進事務局（法律第40條第1項）
- 北方對策本部（法律第40條第1項）
- 兒童・育兒本部（法律第40條第1項）
- 金融危機對應會議（日语：金融危機対応会議）（法律第40條第1項）
- 民間資金等活用事業推進會議（民間資金活用整備公共設施促進法）
- 兒童・青少年育成支援推進本部（兒童・青少年育成支援推進法）
- 少子化社會對策會議（日语：少子化社会対策会議）（少子化社會對策基本法）
- 高齡社會對策會議（高齡社會對策基本法）
- 中央交通安全對策會議（交通安全對策基本法）
- 犯罪被害者等施策推進會議（犯罪被害者等基本法）
- 兒童貧困對策會議（兒童貧困對策推進法）
- 消費者政策會議（日语：消費者政策会議）（消費者基本法）※會議庶務由消費者廳負責。
- 國際和平協力本部（聯合國和平維持活動等協力法（日语：国際連合平和維持活動等に対する協力に関する法律））
- 日本學術會議（日本學術會議法）
- 官民人材交流中心（日语：官民人材交流センター）（國家公務員法）
- 原子力立地會議（原子力發電設施等立地地域振興特別措置法（日语：原子力発電施設等立地地域の振興に関する特別措置法）、法律附則第4條之2）

### 地方支分部局
- 沖繩綜合事務局（日语：沖縄総合事務局）（法律第44條）
  - 總務部
  - 財務部
  - 經濟產業部
  - 農林水產部
  - 開發建設部
  - 運輸部

### 外局等
- 宮內廳（宮內廳法（日语：宮内庁法）、法律第48條）
- 公正交易委員會（獨占禁止法（日语：私的独占の禁止及び公正取引の確保に関する法律）第27條）
- 國家公安委員會（警察法第4條） - 警察廳（警察法第15條）
- 個人情報保護委員會（個人情報保護法（日语：個人情報の保護に関する法律）第50條）
- 金融廳（金融廳設置法第2條）
- 消費者廳（消費者廳及消費者委員會設置法第2條）
- 兒童家庭廳（兒童家庭廳設置法第2條）

宮內廳過去是舊總理府的外局，但現在非內閣府的外局（內閣府設置法第49條），而是內閣府下的獨立機關（內閣府設置法48條）。官報上會列在內閣府的「外局」第一位。過去防衛廳也是內閣府的外局，2007年1月9日升格為防衛省後廢除法律。

## 現任首長
| 代  | 人目 | 內閣總理大臣 | 內閣總理大臣         | 生年（年齡）          | 內閣     | 期間、日數                     | 政黨       |
| --- | ---- | ------------ | -------------------- | --------------------- | -------- | ------------------------------ | ---------- |
| 102 | 65   | 石破茂       | 石破茂 いしば しげる | 1957年 2月4日（68歲） | 石破內閣 | 2024年10月1日 －現任 （320日） | 自由民主黨 |

## 內閣府特命擔當大臣
- 內閣府特命擔當大臣（金融擔當）：麻生太郎（財務大臣）
- 內閣府特命擔當大臣（個人編號制度制度擔當）：高市早苗（總務大臣）
- 內閣府特命擔當大臣（男女共同參與擔當）（日语：内閣府特命担当大臣（男女共同参画担当））：橋本聖子（東京奧林匹克運動會及東京殘疾人奧林匹克運動會擔當大臣）
- 內閣府特命擔當大臣（原子力損害賠償・廢爐等支援機構擔當）（日语：内閣府特命担当大臣（原子力損害賠償・廃炉等支援機構担当））：梶山弘志（經濟產業大臣）
- 內閣府特命擔當大臣（原子力防災擔當）（日语：内閣府特命担当大臣（原子力防災担当））：小泉進次郎 （環境大臣）
- 內閣府特命擔當大臣（防災擔當）（日语：内閣府特命担当大臣（防災担当））：武田良太（國家公安委員會委員長）
- 內閣府特命擔當大臣（沖繩及北方對策擔當）：衛藤晟一
- 內閣府特命擔當大臣（消費者及食品安全擔當）：衛藤晟一
- 內閣府特命擔當大臣（少子化對策擔當）（日语：内閣府特命担当大臣（少子化対策担当））：衛藤晟一
- 内閣府特命担当大臣（海洋政策担当）（日语：総合海洋政策本部#歴代の副本部長）：衛藤晟一
- 內閣府特命擔當大臣（科學技術政策擔當）（日语：内閣府特命担当大臣（科学技術政策担当））：竹本直一
- 內閣府特命擔當大臣（宇宙政策擔當）（日语：内閣府特命担当大臣（宇宙政策担当））：竹本直一
- 內閣府特命擔當大臣（智慧財產戰略擔當）：竹本直一
- 內閣府特命擔當大臣（酷日本戰略擔當）：竹本直一
- 內閣府特命擔當大臣（經濟財政政策擔當）：西村康稔（經濟再生擔當大臣）
- 內閣府特命擔當大臣（地方創生擔當）（日语：内閣府特命担当大臣（地方創生担当））：北村誠吾
- 內閣府特命擔當大臣（規制改革擔當）：北村誠吾

## 所轄法人
內閣府所轄之獨立行政法人有國立公文書館、北方領土問題對策協會、日本醫療研究開發機構與國民生活中心（主務廳：消費者廳）。其中國立公文書館是行政執行法人（原特定獨立行政法人），職員有國家公務員身分。
所轄之特殊法人有沖繩振興開發金融公庫與沖繩科學技術大學院大學學園。沖繩科學技術大學院大學的前身是獨立行政法人沖繩科學技術研究基盤整備機構。
特別法律設立之民間法人（特別民間法人）有自動車安全運轉中心（主務廳：警察廳）與日本公認會計士協會（主務廳：金融廳）。

## 財政
2015年度（平成27年度）一般會計最初預算的內閣府預算有2兆8238億5000萬日圓。其中內閣本府有5393億5800萬日圓、北方對策本部16億600萬日圓、兒童・育兒本部1兆8905億7800萬日圓、國際和平協力本部5億9200萬日圓、日本學術會議10億1300萬日圓、官民人材交流中心2億8600萬日圓、沖繩綜合事務局108億8800萬日圓、宮內廳108億2800萬日圓、公正交易委員會107億3900萬日圓、警察廳3215億5100萬日圓、特定個人情報保護委員會8億6500萬日圓、金融廳235億4800萬日圓、消費者廳119億9900萬日圓。

## 職員
2015年7月1日為止的內閣府一般職職員共有1萬3905人（包含女性1,792人）人數分為本府2,307人（包含女性400人）、宮內廳926人（包含女性150人）、公正交易委員會786人（包含女性163人）、警察廳8,042人（包含女性714人）、特定個人情報保護委員會32人（包含女性9人）、金融廳1,515人（包含女性263人）、消費者廳297人（包含女性93人）。
包含特別職47人在內，行政機關定員令所明定之內閣府員額為1萬3659人。各外局員額由同政令明訂，分別是宮內廳1,004人、公正交易委員會823人（事務總局職員）、國家公安委員會7,721人（警察廳職員）、特定個人情報保護委員會2人（事務局職員）、金融廳1,547人、消費者廳289人。警察廳員額中的2,088人是警察官。
內閣府的一般職職員是屬於非現業國家公務員，不具有勞動基本權中的爭議權或團體協約締結權。由於擁有團結權，因此職員可以工會形式組成「職員團體」（國公法第108條之2第3項）。但是，警察廳的警察職員沒有團結權，無法組成或加入職員團體（國公法第108條之2第5項）。
現在主要職員團體有內閣府職員勞動組合、沖繩綜合事務局開發建設勞動組合（開建勞）、沖繩國家公務員勞動組合、宮內廳職員組合、公正交易委員會職員組合與金融廳職員組合。内閣府職員勞動組合與公正交易委員會職員組合是總理府勞動組合連合會（總理府勞連）成員，而總理府勞連是日本國家公務員勞動組合連合會（全勞連旗下）成員。金融廳職員組合加盟國公關連勞動組合連合會（連合旗下）。宮內廳職組則是中立組織。
特殊職員如揮毫書寫元號與官記的辭令專門官（官邸書家）書法家河東純一屬於人事課。

### 引用
1. 1 2  「行政機関職員定員令（昭和四十四年五月十六日政令第百二十一号） （页面存档备份，存于）」（最終改正：平成二十五年十月十七日政令第三百号）
2. 1 2  単位:100万円。2015年度（平成27年度）当初予算 - 一般会計（内閣　「平成27年度予算書関連 （页面存档备份，存于）」　財務省）。
3. ↑  山本淳, 小幡純子 & 橋本博之 2003，第23-24頁.
4. ↑  「独立行政法人一覧（平成28年4月1日現在）PDF」
5. ↑  「所管府省別特殊法人一覧（平成28年4月1日現在）PDF」
6. ↑  「特別の法律により設立される民間法人一覧（平成28年4月1日現在：36法人）PDF」
7. ↑  「一般職国家公務員在職状況統計表（平成27年７月１日現在） （页面存档备份，存于）」
8. ↑  「これまでの功績、これからの重責への思いを筆に込めて」 （页面存档备份，存于） - 人事院
9. ↑  Furoshiki@Kanteiについて  （页面存档备份，存于） - 首相官邸

## 外部連結
- 內閣府 （页面存档备份，存于）（日語）（英文）
- 日本政府網路TV （页面存档备份，存于）（日語）
- 內閣府防災情報專頁（页面存档备份，存于）（日語）
- 內閣府所轄獨立行政法人、特殊法人、認可法人 （页面存档备份，存于）（日語）